# Chrysostomus Astmann
Chrysostomus Astmann (* 14. Juli 1775 in Brüx; † 5. August 1834 in Karlsbad) war Abt des Klosters Osek.

## Leben
Astmann trat 1793 in das Kloster Osek ein, legte 1799 die Ordensgelübde ab und wurde im selben Jahr zum Priester geweiht. Er war anfangs Kooperator in Maria Ratschitz 1801–1806, dann Professor an der theologischen Hauslehranstalt, von Ende Mai 1810 bis 1823 Präfekt des Komotauer Gymnasiums. Am 24. Juni 1823 wurde er zum Abt gewählt und 1826 zum Visitator und Generalvikar der böhmischen Ordensprovinz. Seiner Umsicht und Strenge ist es zu verdanken, dass das Kloster nach den napoleonischen Kriegen und der Geldentwertung 1811 in finanzieller Hinsicht wieder emporkam.